# 范醒之
范醒之（1898年—1956年），男，原名祝青儒，江苏江阴人。财政工作者，政府官员。中华人民共和国财政部副部长。

## 生平
1898年生于江苏江阴后塍。在私塾读书。
1938年开始在章乃器部下工作，担任安徽省财政厅货物检查税局局长。由于国民党军队抵抗日军全面入侵不力，改名为范醒之，投奔新四军。1940年加入中国共产党。历任皖东北专署财经科科长、苏中行署财经处处长兼江淮银行行长、淮南行署财经处处长兼秘书长、山东省人民政府工商总局副局长、胶东行署财政处处长兼工商局局长、第三野战军随营学校财经大队政委、中共中央中原局财经办事处副主任、中原临时人民政府财经部部长等职务。
1949年中华人民共和国成立后，历任中原临时人民政府商业部部长、中南军政委员会财经委员会副主任、财政部副部长等职务。
1956年1月4日上午8时15分在京去世。当日成殓。1月9日安葬于八宝山革命公墓。